# رودخانه باکر
رودخانه باکر (به انگلیسی: Baker River (Chile)) رودخانه‌ای به‌طول ۱۷۰ کیلومتر است که در شیلی و آرژانتین جریان دارد.